# Theretra cajus
Theretra cajus là một loài bướm đêm thuộc họ Sphingidae. Nó được tìm thấy ở Nam Phi và Zimbabwe.
Phía trên bụng có hai dải dọc trắng mạnh.

## Hình ảnh

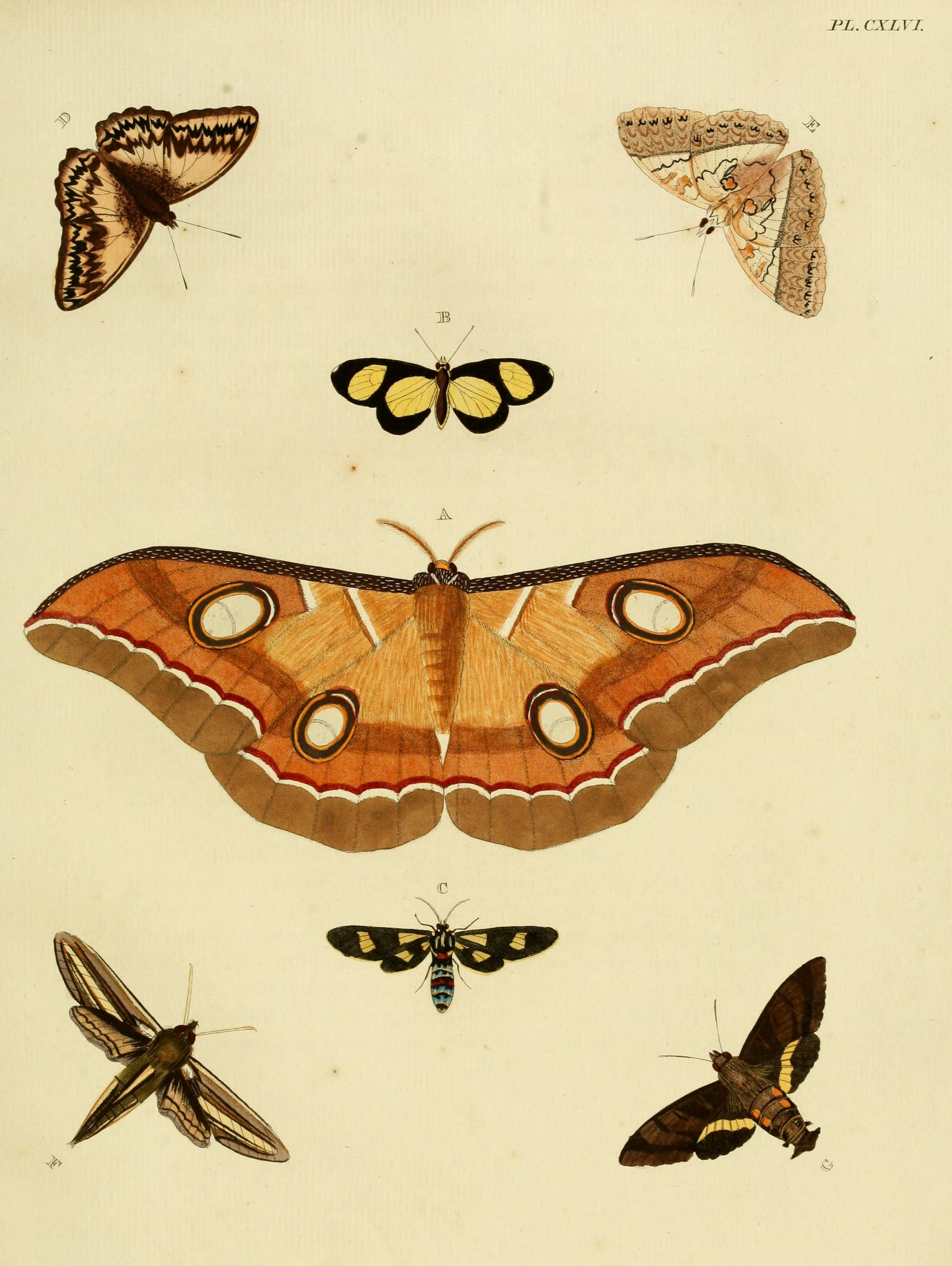